# Magnus Jonsson (żużlowiec)
Magnus Jonsson – szwedzki żużlowiec.
Srebrny medalista indywidualnych mistrzostw Szwecji młodzików (1976). Trzykrotny medalista młodzieżowych indywidualnych mistrzostw Szwecji: złoty (Eskilstuna 1982), srebrny (Karlstad 1980) oraz brązowy (Sztokholm 1981). Brązowy medalista drużynowych mistrzostw Szwecji (1982).
Reprezentant Szwecji na arenie międzynarodowej. Wielokrotny uczestnik eliminacji indywidualnych mistrzostw świata (najlepszy wynik: 1984 – XIV miejsce w końcowej klasyfikacji finału szwedzkiego).
W lidze szwedzkiej reprezentował barwy klubu Smederna Eskilstuna (1979–1987).